# Festival international d'art et de pyrotechnie de Saint-Palais-sur-Mer
Le Festival international d'art et de pyrotechnie de Saint-Palais-sur-Mer est un grand spectacle pyrotechnique organisé de 2002 à 2013 dans la ville de Saint-Palais-sur-Mer, autour du lac du parc Raymond Vignes. En 2015, la ville voisine de Royan en reprend le concept en transformant son traditionnel spectacle pyro-symphonique du 15 août, déjà fréquenté par près de 100 000 personnes, en festival international d'art pyro-mélodique.

## Histoire

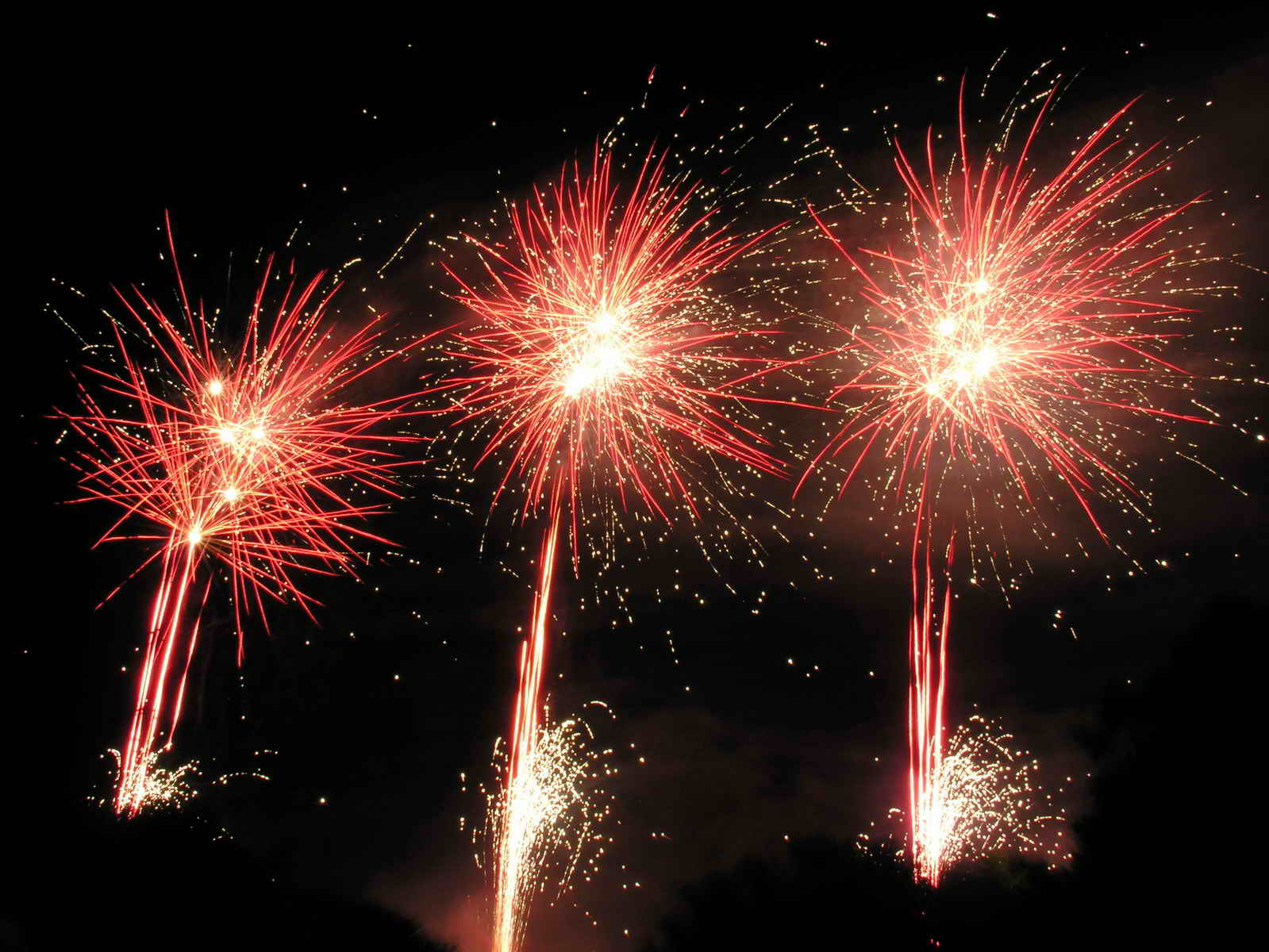
Effets pyrotechniques

En juillet 2002 a eu lieu la première édition de ce festival.
Ce festival met en compétition plusieurs pays.
La première année, l'Espagne, l'Italie et la France se disputaient la première place. Le jury a déclaré la France vainqueur, représentée par la société Lacroix-Ruggieri, reconnue dans le monde entier pour avoir réalisé, entre autres, les effets pyrotechniques de la tour Eiffel et le grand concert de Johnny Hallyday pour le passage à l'an 2000. 
D'année en année, le festival attire de plus en plus de public. De 20 000 personnes venues en 2002, c'est désormais 50 000 personnes qu'il faut attendre.
2004 a vu naître le « Prix du public », déterminé via un applaudimètre, avec visualisation en couleurs des différents niveaux d'applaudissement.
Le 18 juillet 2007, le festival débuta à 22h30 par un feu d'artifice de jour, la compétition, quant à elle, commença à 23h00.
Pour la clôture, se déroula un bouquet final offert par la France.
Depuis 2010, preuve de sa reconnaissance, le spectacle est labellisé « Sites en Scène » par le Conseil Général de la Charente-Maritime.
La soirée de clôture (feux d'artifice) de l'édition 2011 a été annulée en raison des très mauvaises conditions météorologiques.

## Déroulement de l'épreuve
À partir de 22h, l'ouverture du festival est assurée par un grand spectacle pyro-aquatique (cascades géantes luminescentes, jets d'eau lumineux, fontaines aquatiques...)
La nuit tombée, chaque pays dispose de 8 minutes pour remporter les faveurs du jury et du public grâce à des effets pyrotechniques très évolués, et permettant bien souvent de présenter les nouveautés en pyrotechnie.

## Pays en compétition
| Année | Date            | Pays en compétition                      | Vainqueur (Jury)    | Vainqueur (Public)  |
| ----- | --------------- | ---------------------------------------- | ------------------- | ------------------- |
| 2002  | 19 juillet 2002 | Espagne - France - Italie                | France              |                     |
| 2003  | 18 juillet 2003 | Australie - Chine - Espagne              | Chine               |                     |
| 2004  | 16 juillet 2004 | Allemagne - Brésil - Japon               | Japon               | Brésil              |
| 2005  | 22 juillet 2005 | Pays-Bas - Mexique - Polynésie française | Polynésie française | Polynésie française |
| 2006  | 19 juillet 2006 | Bulgarie - Canada - Singapour            | Singapour           | Canada              |
| 2007  | 18 juillet 2007 | Afrique du Sud - États-Unis - Irlande    | Irlande             | Irlande             |
| 2008  |                 | édition annulée                          |                     |                     |
| 2009  | 29 juillet 2009 | Argentine - Chine - Royaume-Uni          | Argentine           | Argentine           |
| 2010  | 21 juillet 2010 | Brésil - Maroc - Russie                  | Brésil              | Maroc               |
| 2011  | 20 juillet 2011 | édition annulée                          |                     |                     |
| 2012  | 19 juillet 2012 | Italie - États-Unis - Inde               | Inde                | Inde                |
| 2013  | 18 juillet 2013 | Mexique - Royaume-Uni - Corée du Sud     | Corée du Sud        | Corée du Sud        |
| 2014  |                 | édition annulée                          |                     |                     |